# Jean Dupont (peintre)
Pour les articles homonymes, voir Jean Dupont.
Jean Dupont, né en 1934 à Herseaux en Hainaut (Belgique), est un peintre et dessinateur belge.

## Biographie
Jean Dupont est né à Herseaux. De 1947 à 1952, il entreprend des études de peinture à Mouscron, puis à l’Académie de Tournai, à l’Académie de Saint-Gilles, et enfin à l’Institut Van der Kelen et Logelain.
Jean Dupont est artiste peintre, créateur d’affiches et de timbres-poste, cartonnier de tapisseries réalisées aux ateliers Four à Aubusson et à la manufacture Crecit à Tournai.
De 1957 à 1984, il est professeur à l’Institut des Arts Décoratifs à Liège.
En 1975, il installe son atelier à Beaufays où il expose environ tous les deux ans.

## Œuvres
L'œuvre de Dupont se compose de paysages, souvent dominés par la couleur bleue : « des Nuits Habitées, paysages immobilisés de givre, nimbés de bleu de lune, des Marines parsemées de falaises, de voiliers, de grèves, de phares et de ports éclaboussés de bleu de tempête, des Grilles Inutiles gardiennes de la nuit et du silence, sœurs du vent en robe bleu de neige, et des Arbres-fleurs aux envolées d’arabesques et de papillons bleus d’infini ».
Les œuvres de Jean Dupont figurent dans divers collections publiques et privées en Allemagne, Belgique, Brésil, Canada, Espagne, États-Unis, France, Grande-Bretagne, Italie, Japon, Luxembourg, Principauté d'Andorre, Pays-Bas, Russie, Suède, Suisse, Tchéquie et Turquie.
Certaines œuvres se retrouvent au Musée du Pentagone à Washington, au Musée municipal d'Eunice en Louisiane, dans la collection du Musée de la Poste à Bruxelles, dans la collection privée du Roi Baudouin ainsi que dans la collection privée de la Reine Fabiola,.
Entre 1994 et 2022, plusieurs dizaines de ses œuvres ont été vendues aux enchères.

## Expositions
(juin 2023).

## Distinctions[9]
- 1972 : Grand-prix de peinture de la Côte d’Azur à Cannes
- 1973 : Grand prix Athénia du Nord à Valenciennes
- 1975 : Prix Kaiser Lothar à Prüm
- 1980 : Médaille d'or du Mérite Artistique Européen (M.A.E.)
- 1981 : Sélectionné à la biennale de la Tapisserie au Grand Palais à Paris
- 1981 : Paris, Médaille d'argent Arts-Sciences-Lettres
- 1982 : Rencontre avec S.M. la Reine Fabiola de Belgique : une toile, "Le Printemps" fait dorénavant partie de la collection de Sa Majesté
- 1983 : Palme d'or du Mérite Artistique Européen (M.A.E.)
- 1985 : Washington, Ambassade de Belgique, remise officielle au peuple américain de l'œuvre commémorant le 40e anniversaire de la Bataille des Ardennes ; l'œuvre est exposée au musée du Pentagone.
- 1988 : Paris, Médaille de vermeil Arts-Sciences-Lettres
- 1997 : Paris, Médaille d'or Arts-Sciences-Lettres
- 2013 : Paris, Médaille de platine Arts-Sciences-Lettres